# All Around the World
All Around the World är en låt skriven av Noel Gallagher och lanserad som singel av Oasis i januari 1998. Det var den tredje singeln från albumet Be Here Now som lanserats 1997. Låten blev singeletta i Storbritannien och med sin längd på över 9 minuter är det den längsta låten som toppat brittiska singellistan. Det var även Oasis sista singel på skivbolaget Creation Records. Singelomslagets fotografi är taget vid stranden till kuststaden Bournemouth.
Låten skrevs redan 1992 men Noel Gallagher ville vänta med att spela in den tills skivbolaget hade råd med den dyra produktion han ville ha med symfoniorkester. Låten avslutar även albumet Be Here Now i en kortare instrumental reprisversion som slutar med ljudet av en dörr som slås igen.

## Listplaceringar
| Lista (1997-1998) | Position             |
| ----------------- | -------------------- |
| Danmark           | 9 ("Tjeklisten")     |
| Finland           | 3                    |
| Irland            | 1                    |
| Island            | 9                    |
| Kanada            | 20 (RPM)             |
| Nederländerna     | 47                   |
| Norge             | 9 (VG-lista)         |
| Nya Zeeland       | 24                   |
| Storbritannien    | 1 (UK Singles Chart) |
| Sverige           | 7 (Topplistan)       |
| Tyskland          | 84                   |